# Счётмаш
«СЧЕТМАШ» — российская компания, которая производит контрольно-кассовую технику и автокомпоненты. Полное наименование — Закрытое акционерное общество «СЧЕТМАШ». Один из крупнейших производителей ЭВМ в Советском Союзе.

## История
14 мая 1945 года Правительством СССР было принято решение о строительстве в Курске завода по производству вычислительных машин.
1 января 1948 года завод был введён в строй, а уже 8 марта здесь был собран первый арифмометр «Феликс», ставший самым распространённым арифмометром в СССР.
Следующие десятилетия завод усиленно набирает обороты. В 1959 году здесь создается специальное конструкторско-технологическое бюро для разработки и внедрения в производство новых средств вычислительной техники. В 1960 году завод переезжает в новые корпуса, построенные в завокзальной части города по проекту Института ОрёлГипроприбор.
В 1960-х на предприятии начинается разработка собственных вычислительных машин. Первой из них была ЭВМ «Вега». В 1970-е здесь была разработана электронно-кассовые машины серии «Искра».
На тридцатилетие предприятия создается Курское объединение «Счётмаш», в состав которого входят Курское специальное конструкторское бюро программноуправляемых средств (бывшее СКТБ) и Рыльский завод чертежных принадлежностей. В том же 1985 году коллектив разработчиков ЭВМ «Искра 226» был удостоен Государственной премией СССР.
Завод продолжал расширяться. Для его работы приобреталось лучшее советское и иностранное оборудование. Внедрялись самые передовые технологии. В 1986 году была пущена 3-я очередь завода (в Северо-западном микрорайоне Курска), где начали производиться системы числового программного управления (СЧПУ) к металлорежущим станкам, портативные пишущие машины, электронно-вычислительные блоки для бортовых компьютеров легковых автомобилей и серия электронных кассовых аппаратов (стационарных и переносных).
В 1990-е годы образуется ОАО «СЧЕТМАШ». Значительно сокращаются объёмы производства, производственные площади. Однако за период с 1994 по 2003 годы предприятие поставило более 1 млн различных кассовых аппаратов.
В 2000-е компания продолжила разрабатывать и производить различные кассовые аппараты как для крупных (ЭКР2102Ф, ЭКРЗ102Ф, ЭКР3110Ф), так и для малых (Миника 1101Ф, Миника 1102Ф, Миника 1103Ф и Миника 1105Ф).
В конце 2000-х предприятие было выставлено на конкурсное производство. Новым владельцем завода стал ЗАО «Курский электроаппаратный завод» (КЭАЗ). Сегодня на его базе создан индустриальный Парк «СОЮЗ» (ИП СОЮЗ), куда КЭАЗ переводит свои основные производительные мощности. Однако «СЧЕТМАШ» продолжит функционировать с возможным перепрофилированием.
В последние годы значительную доля производства занимает выпуск автомобильной электроники, а основным её потребителем является «АвтоВАЗ».

## Продукция

### Контрольно-кассовая техника
- Фискальный регистратор «Феликс РМФ»
- Кассовые аппараты:
  - «Миника 1102МК-Ф»
  - «Миника 1105МК-Ф»
  - «ЭКР 2102К-Ф»
  - Денежный ящик
  - «Миника 1102Ф»
  - «Миника 1102Ф (транспортная)»
  - «Миника 1102МИК»
  - «Миника 1105МИК»
  - «ЭКР 2102МИК»
  - «Миника 1105Ф»
  - «Миника 1102ФKZ версия 01KZ»
  - «Миника 1102ФKZ версия 02KZ»
  - «ЭКР 2102ФKZ версия 01KZ»
  - «ЭКР 2102ФKZ версия 02KZ»
  - «Миника 1102ФKZ версия Online KZ»
  - «Миника 1105ФKZ версия Online KZ»
  - «ЭКР 2102ФKZ версия Online KZ»
  - «TACTILION-1102»
  - «TACTILION-1105»

### Автокомпоненты
- Датчики
- Адсорберы
- Фильтры
- Клапаны продувки
- Комбинации приборов

### Стабилизаторы напряжения
- Стабилизатор напряжения «OptiVolt H-S400»
- Стабилизатор напряжения «OptiVolt H-S400» с УЗИП
- Стабилизатор напряжения «OptiVolt H-S800»
- Стабилизатор напряжения «OptiVolt H-S1200»
- Стабилизатор напряжения «OptiVolt H-S2000»

## Адрес
Россия, 305022, г. Курск, ул. 2-я Рабочая, д. 23